# Moskee van Segrate
De Moskee van Segrate ook bekend als Masjid al-Rahman of Moskee van de Barmhartige, is een moskee in Segrate in het noorden van Italië, gelegen op de grens met de buitenwijk Milano Due. Het was de eerste moskee met een koepel en een minaret die in Italië werd gebouwd na de sloop van de laatste moskeeën in Lucera in 1300. De moskee werd geopend op 28 mei 1988 en is sindsdien de belangrijkste moskee van Milaan en de tweede belangrijkste moskee in Italië na de Moskee van Rome.
De moskee is afhankelijk van de culturele vereniging "Moslimcentrum voor Milaan en Lombardije", die een van de belangrijkste moslimtijdschriften in het Italiaans publiceert, Il messaggero dell'Islam (De boodschapper van de islam).